# 牤牛河 (挟括河)
40°14′10″N 116°30′20″E / 40.2361066°N 116.5054543°E
牤牛河是北京地区的一条季节性河流。
位于丰台区西部王佐乡一带。因山洪暴发时，洪水势如牤牛而得名。主河长12公里，流域面积45.8平方公里，泄流量92立方米/秒。